# Acala (Messico)
Acala è un comune nello stato del Chiapas, Messico. Conta 26 003 abitanti secondo le stime del censimento del 2020.

## Origini del nome
Il nome significa "luogo delle canoe".

## Storia
Il 4 luglio del 1925 per decreto governativo viene declassata da città a paese.

Il 29 giugno dell'anno successivo viene nuovamente confermata città.

Dal 1983, in seguito alla divisione del Sistema de Planeación, è ubicata nella regione economica I: Centro.